# Le Chaudronnier
Pour plus de détails, voir Fiche technique et Distribution.
Le Chaudronnier est un court métrage français réalisé par Georges Rouquier en 1949.

## Synopsis
L'évolution du métier de chaudronnier depuis le Moyen Âge.

## Fiche technique
- Titre : Le Chaudronnier
- Réalisation : Georges Rouquier
- Assistant réalisateur : Pierre Gout
- Photographie : Marcel Fradetal
- Musique : Guy Bernard
- Montage : Monique Rousseau
- Société de production : Les Films Étienne Lallier
- Pays de production :  France
- Format :  Noir et blanc - 35 mm
- Durée : 23 minutes
- Genre : Documentaire